# Lecidea turficola
Lecidea turficola är en lavart som först beskrevs av Per Johan Hellbom, och fick sitt nu gällande namn av Theodor 'Thore' Magnus Fries. Lecidea turficola ingår i släktet Lecidea, och familjen Lecideaceae. Enligt den finländska rödlistan är arten otillräckligt studerad i Finland. Arten är reproducerande i Sverige. Artens livsmiljö är fjällhedar.